# ماكس ديكوجيس
ماكس ديكوجيس (بالفرنسية: Max Decugis)‏ مواليد 24 سبتمبر 1882 في باريس - الوفاة 06 سبتمبر 1978 في الألب البحرية، فرنسا، كان لاعب كرة مضرب فرنسي. كما أنه أحد أبطال الجراند سلام. أعلى تصنيف له في الفردي كان المركز الـ 6 في سنة 1910. سبق أن شارك في دورة الألعاب الأولمبية الصيفية.

## النهائيات

### الزوجي: 2 (الألقاب 1, الوصافة 1)
| الحصيلة | السنة | البطولة  | الأرضية | الشريك       | المنافس                           | النتيجة                 |
| ------- | ----- | -------- | ------- | ------------ | --------------------------------- | ----------------------- |
| الفوز   | 1911  | ويمبلدون | عشبية   | أندريه جوبرت | ميجور ريتشي أنتوني ويلدينغ        | 9–7, 5–7, 6–3, 2–6, 6–2 |
| الوصافة | 1912  | ويمبلدون | عشبية   | أندريه جوبرت | تشارلز بي ديكسون هربرت روبر باريت | 6–3, 3–6, 4–6, 5–7      |

## الميداليات
| الميدالية | المسابقة                       |
| --------- | ------------------------------ |
| فضية      | الألعاب الأولمبية الصيفية 1900 |
| ذهبية     | الألعاب الأولمبية الصيفية 1920 |
| ذهبية     | الألعاب الأولمبية الصيفية 1906 |

## روابط خارجية
- ماكس ديكوجيس على موقع رابطة محترفي التنس (الإنجليزية)
- ماكس ديكوجيس على موقع الاتحاد الدولي لكرة المضرب (الإنجليزية)
- ماكس ديكوجيس على موقع كأس ديفيز (الإنجليزية)
- ماكس ديكوجيس على موقع اللجنة الأولمبية الدولية (الإنجليزية)
- ماكس ديكوجيس على موقع أوليمبيديا (الإنجليزية)